# Areca vestiaria
Areca vestiaria là loài thực vật có hoa thuộc họ Arecaceae. Loài này được Giseke mô tả khoa học đầu tiên năm 1792.

## Hình ảnh

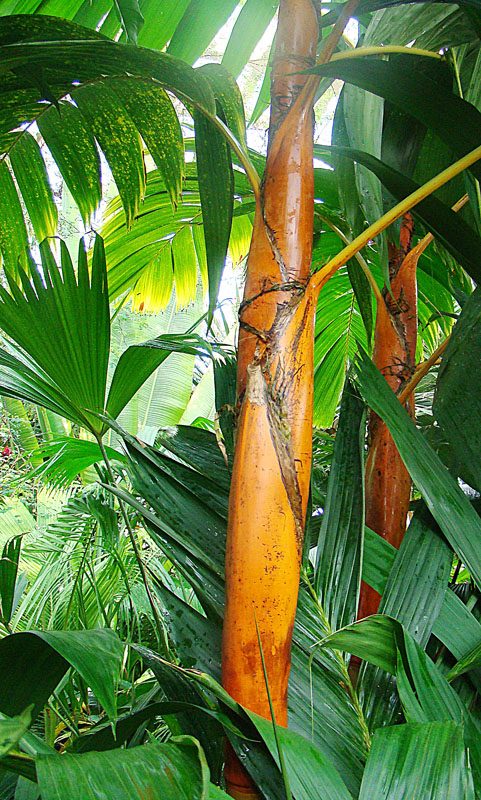
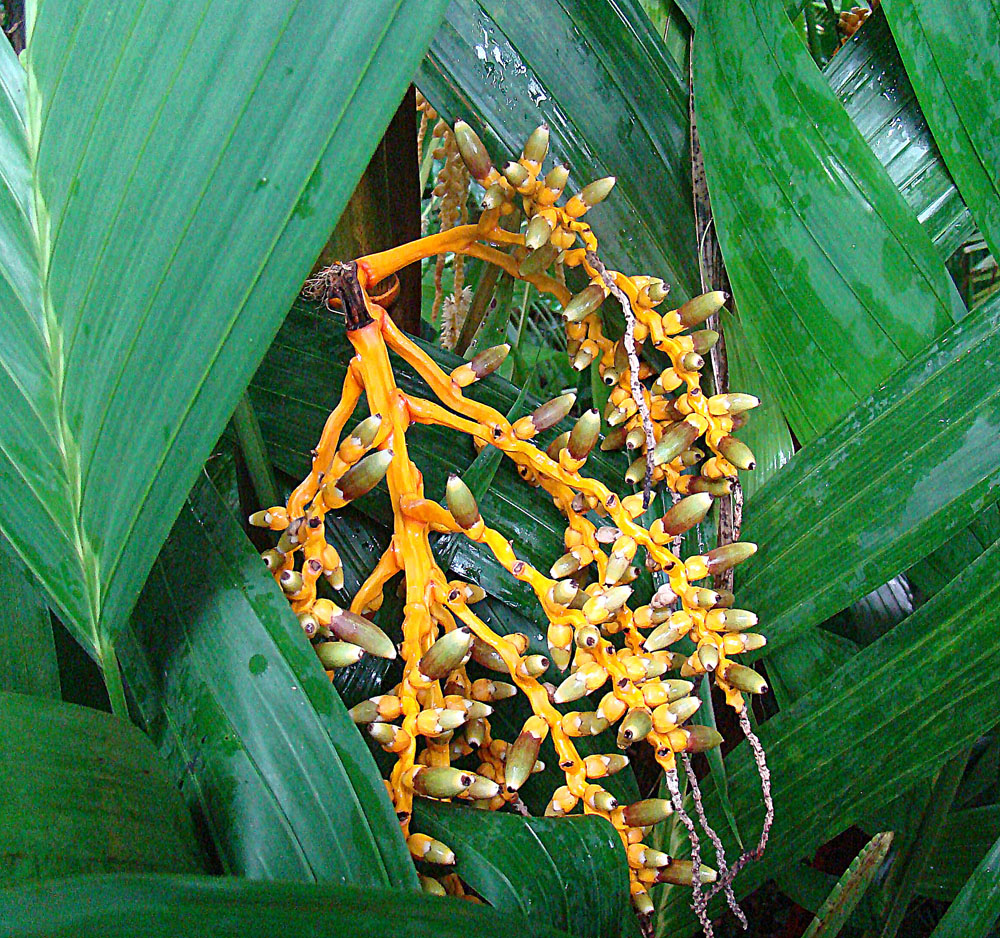
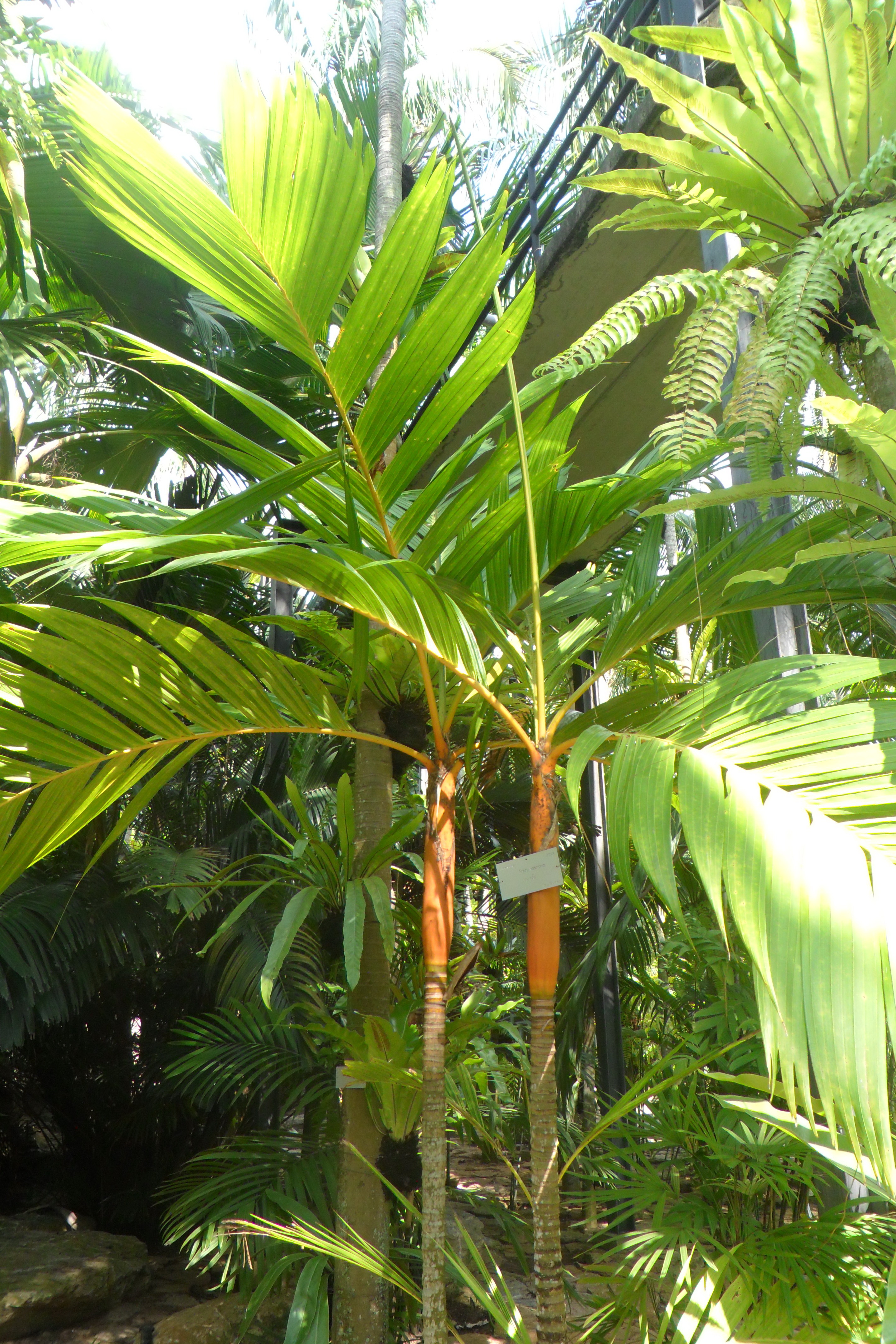